# Верхнефранконский диалект
Верхнефранконский диалект (нем. Oberfränkisch) — диалект немецкого языка, принадлежащий к восточнофранкской группе южнонемецких диалектов. Простирается восточнее бамбергского барьера близ Кронаха, Кульмбаха, Хофа и Байройта в баварском регионе Верхняя Франкония и частично в Средней Франконии.
Для диалекта характерно мягкое произнесение p и t, звонкое r. Грамматические отличия от нормы наблюдаются в употреблении датива и аккузатива, образовании слабых глаголов, неправильных формах имперфекта.